# DIMBOA
DIMBOA è un benzossazinone presente come glucoside nelle foglie molto giovani di mais. A contatto della saliva delle larve di Piralide (O. nubilalis) il glucoside si idrolizza liberando DIMBOA che è tossico per le larve. È un meccanismo di resistenza genetica che possiede la pianta, un'antibiosi che si manifesta opponendosi al fitofago.